# Lochmaeocles cretatus
Lochmaeocles cretatus là một loài bọ cánh cứng trong họ Cerambycidae.